# Bude–Stratton
Bude–Stratton est une paroisse civile des Cornouailles, en Angleterre.